# Hypocrisias agelia
Hypocrisias agelia är en fjärilsart som beskrevs av Druce 1890. Hypocrisias agelia ingår i släktet Hypocrisias och familjen björnspinnare. Inga underarter finns listade i Catalogue of Life.